# Tanchicuín Boca del Estero
Tanchicuín Boca del Estero är en ort i Mexiko.   Den ligger i kommunen Pánuco och delstaten Veracruz, i den östra delen av landet, 300 km norr om huvudstaden Mexico City. Tanchicuín Boca del Estero ligger 13 meter över havet och antalet invånare är 200.
Terrängen runt Tanchicuín Boca del Estero är mycket platt. Runt Tanchicuín Boca del Estero är det ganska glesbefolkat, med 32 invånare per kvadratkilometer. Närmaste större samhälle är Pánuco, 7,1 km öster om Tanchicuín Boca del Estero. Trakten runt Tanchicuín Boca del Estero består till största delen av jordbruksmark.